# ペアレンツ
株式会社ペアレンツは、東京都港区にある日本の企業で、ペアレンツグループを統括する持株会社である。

## 沿革
- 2007年7月 - 設立。
- 2007年10月 - 株式会社マッサージ師事務代行センターのすべての株式を取得し、子会社化[2]。
- 2007年11月 - 株式会社ペアレンツに社名変更し、実質的な持株会社として運営開始。株式会社セルフサポートの株式を取得し、グループ傘下へ。
- 2007年12月 - 株式会社ケアプラスを子会社として設立。
- 2008年4月 - 株式会社ヒットサイトを子会社として設立。
- 2008年11月 - 株式会社イデアを子会社として設立
- 2010年11月 - 株式会社マッサージ師事務代行センターを吸収合併に伴い資本金を2000万円に増資。
- 2011年1月 - 松永昭弘が代表取締役会長に就任。

## 関連会社
- ケアプラス
- マッサージ師事務代行センター
- セルフサポート
- ヒットサイト
- イデア